# NGC 4023
NGC 4023 est une galaxie spirale située dans la constellation de la Chevelure de Bérénice. NGC 4023 a été découverte par l'astronome irlando-danois John Dreyer en 1878.

## Caractéristiques
Sa vitesse par rapport au fond diffus cosmologique est de 4 349 ± 22 km/s, ce qui correspond à une distance de Hubble de 64,1 ± 4,5 Mpc (∼209 millions d'al).
NGc 4023 présente une large raie HI.